# رامین پاشایی فام
رامین پاشایی فام، (زاده ۱۳۴۴ – درگذشته ۲۸ تیر ۱۳۹۸) اقتصاددان، بانکدار و مدیر ارشد اجرایی ایرانی بود، که به‌عنوان مدیر عامل بانک کارآفرین فعالیت می‌کرد.
وی همچنین از اعضای هیئت مدیره بانک ملی ایران و عضو هیئت علمی دانشگاه آزاد اسلامی واحد علوم و تحقیقات تهران و در فاصله سال‌های ۱۳۸۹ تا ۱۳۹۲ نیز مدیر عامل و رئیس هیئت مدیره بانک سپه بود.

## سوابق کاری
- مدیر عامل بانک ایران و اروپا(EIH) از سال ۱۳۹۵ تا 1398
- عضو هیئت مدیره بانک ایران و اروپا از سال ۱۳۹۳ تا ۱۳۹۵
- مدیرعامل بانک کارآفرین در۱۳۹۳

او طی سال ۱۳۹۳ با ارائه ای نامه‌ای شخصی به تمامی کارکنان بانک کارآفرین با ذکر دلیل استعفای خویش اقدام به طلب پوزش نمود به خاطر کارهایی که می‌شد انجام داد ولی برخی از اعضای پشت پرده بانک، نمی‌گذارند.
- رئیس هیئت مدیره و مدیرعامل بانک سپه از ۱۳۸۹ تا ۱۳۹۲
- معاونت اقتصادی بانک مرکزی ایران از ۱۳۸۶ تا ۱۳۸۸
- عضو هیئت امنای مؤسسه عالی بانکداری ایران
- عضو هیئت مدیره بانک ملی ایران از ۱۳۸۴ تا کنون
- مدیر کل دفتر برنامه‌ریزی و اقتصاد کلان سازمان مدیریت و برنامه‌ریزی
- عضو کمیسیون شورای پول و اعتبار از ۱۳۸۰ تا ۱۳۸۴
- مدیرکل بازرگانی سازمان مدیریت و برنامه‌ریزی کشور از ۱۳۸۰ تا ۱۳۸۴